# René Jérôme
René Jérôme (Ransart, 10 november 1924 - Zinnik, 26 december 2014) was een Belgisch volksvertegenwoordiger en burgemeester.

## Levensloop
In 1944 behaalde Jérôme het diploma van regent in de wiskunde. Vervolgens werd hij leraar aan het Saint Bertuincollege in Malonne, en eveneens in l'Institut Saint-Vincent in Zinnik, gedurende veertig jaar, tot in 1984.
Actief in christelijke sociale organisaties, werd hij uitgenodigd om op verkiezingslijsten van de PSC te staan. In 1958 werd hij verkozen tot gemeenteraadslid in Zinnik, wat hij bleef tot in 1988. Van 1965 tot 1968 was hij er schepen van Financiën en van 1968 tot 1988 burgemeester. Na twintig jaar burgemeesterschap werd hij opzij geschoven door zijn partijgenoot, staatssecretaris Pierre Mainil, die de steun had van de PSC-leiding. Jérôme weigerde toen nog verder op de lijst voor te komen.
In januari 1977 werd hij lid van de Kamer van volksvertegenwoordigers voor het arrondissement Zinnik, in opvolging van de overleden René Pêtre. Hij vervulde dit mandaat tot in 1991 en was tevens lid in de Waalse Gewestraad en in de Cultuurraad voor de Franse Cultuurgemeenschap, later omgevormd tot Franse Gemeenschapsraad.